# Affaire classée (film, 1982)
Pour les articles homonymes, voir Affaire classée.
Pour plus de détails, voir Fiche technique et Distribution.
Affaire classée (খারিজ, Kharij - littéralement « négligence ») est un film indien réalisé par Mrinal Sen, sorti en 1982.

## Synopsis
Palan, un adolescent pauvre de la campagne, est "loué" comme serviteur par un jeune couple de la moyenne bourgeoisie citadine, Anjan et sa femme Mamata. En échange de certaines tâches ménagères à accomplir, Palan peut manger les restes et dormir sous l'escalier exposé au vent. Mais, une nuit il fait trop froid, et l'adolescent remonte à l'appartement pour dormir près de la cuisinière à charbon. Au matin, il est découvert mort, sans doute asphyxié par le monoxyde de carbone. L'enquête de la police, la curiosité des voisins, l'arrivée du père du jeune garçon plonge la famille d'Anjan dans un véritable cauchemar...

## Fiche technique
- Titre : Affaire classée
- Titre original : খারিজ (Kharij)
- Réalisation : Mrinal Sen
- Scénario : Mrinal Sen d'après un roman de Ramapada Chowdhury
- Musique : B. V. Karanth
- Photographie : K. K. Mahajan
- Montage : Gangadhar Naskar
- Pays d'origine :  Inde
- Format : Couleurs - Mono
- Genre : Drame
- Langue : Bengalî
- Durée : 99 minutes
- Date de sortie : 1982

## Distribution
- Anjan Dutt : Anjan Sen
- Mamata Shankar : Mamata Sen
- Sreela Majumdar : Sreeja
- Indranil Moitra : Pupai
- Debapratim Das Gupta : Hari
- Nilotpal Dey : l'inspecteur de police

## Récompenses
- Prix du jury au Festival de Cannes